# Bad Schönborn
Bad Schönborn je općina u njemačkoj pokrajini Baden-Württemberg, u okrugu Karlsruhe. Poznato je lječilište. Krajem 2007. imaoo je 12.358 stanovnika.
Bad Schönborn se sastoji od dva naselja: Bad Mingolsheima i Bad Langenbrückena.

## Gradovi partneri
|  | Kiskunmajsa, Mađarska            |
|  | Niederbronn-les-Bains, Francuska |

## Vanjske poveznice
- Službena stranica (njem.)

### Ostali projekti
|  | Zajednički poslužitelj ima još gradiva o temi Bad Schönborn |